# Austin Toros 2007-2008
La stagione 2007-08 degli Austin Toros fu la 7ª nella NBA D-League per la franchigia.
Gli Austin Toros arrivarono primi nella Southwest Division con un record di 30-20. Nei play-off vinsero la semifinale con i Sioux Falls Skyforce (1-0), perdendo poi la finale con gli Idaho Stampede (2-1).

## Roster
| N° | Naz.                   | Ruolo | Sportivo          | Anno | Alt. | Peso |
| -- | ---------------------- | ----- | ----------------- | ---- | ---- | ---- |
|    | Stati Uniti (bandiera) | G     | Curtis Stinson    | 1983 | 191  | 98   |
| 3  | Stati Uniti (bandiera) | A     | Darvin Ham        | 1973 | 201  | 100  |
| 4  | Stati Uniti (bandiera) | G     | Andre Barrett     | 1982 | 178  | 78   |
| 4  | Stati Uniti (bandiera) | G     | MaJic Dorsey      | 1981 | 185  | 84   |
| 9  | Stati Uniti (bandiera) | G     | Darius Washington | 1985 | 188  | 88   |
| 10 | Stati Uniti (bandiera) | G     | Carldell Johnson  | 1983 | 178  | 88   |
| 12 | Stati Uniti (bandiera) | G     | Cheyne Gadson     | 1980 | 191  | 86   |
| 13 | Belize (bandiera)      | G     | Kenton Paulino    | 1983 | 185  | 84   |
| 15 | Stati Uniti (bandiera) | G     | Keith Langford    | 1983 | 193  | 98   |
| 17 | Stati Uniti (bandiera) | A     | Josh Gross        | 1983 | 198  | 84   |
| 18 | Stati Uniti (bandiera) | A     | Justin Bowen      | 1983 | 201  | 93   |
| 21 | Stati Uniti (bandiera) | G     | Patrick Fields    | 1984 | 198  | 95   |
| 22 | Stati Uniti (bandiera) | A     | Timothy Bush      | 1983 | 198  | 111  |
| 23 | Stati Uniti (bandiera) | A     | DerMarr Johnson   | 1980 | 206  | 91   |
| 24 | Stati Uniti (bandiera) | C     | Anthony Fuqua     | 1983 | 210  | 102  |
| 25 | Stati Uniti (bandiera) | A     | Marcus Williams   | 1986 | 201  | 93   |
| 32 | Francia (bandiera)     | C     | Ian Mahinmi       | 1986 | 211  | 104  |
| 34 | Stati Uniti (bandiera) | A     | Darvin Ham        | 1973 | 201  | 100  |
| 34 | Stati Uniti (bandiera) | AC    | Kevin Pittsnogle  | 1984 | 208  | 118  |
| 41 | Stati Uniti (bandiera) | C     | Yemi Nicholson    | 1983 | 211  | 118  |
| 42 | Stati Uniti (bandiera) | AC    | Kris Lang         | 1979 | 211  | 112  |
| 44 | Stati Uniti (bandiera) | A     | Justin Reed       | 1982 | 203  | 109  |
| 50 | Stati Uniti (bandiera) | A     | Eric Dawson       | 1984 | 206  | 107  |
| 53 | Camerun (bandiera)     | A     | Serge Angounou    | 1983 | 203  | 107  |

## Staff tecnico
- Allenatore: Quin Snyder
- Vice-allenatore: Roy Rogers
- Preparatore atletico: Daisuke Yamaguchi